# Czar
Czar is een plaats (village) in de Canadese provincie Alberta en telt 175 inwoners (2006).